# Gametocito

Ciclo vital genérico de un apicomplejo: 1-zigoto, 2-esporozoitos, 3-merozoitos, 4-gametocitos.

Un gametocito es una célula germinal a partir de la cual se forman los gametos. El gametocito puede dividirse por mitosis para originar otros gametocitos o por meiosis para dar lugar a los gametos durante la gametogénesis. Los gametocitos masculinos se denominan espermatocitos y los femeninos oocitos.
Un gametocito o gamonte es también una de las etapas del ciclo de vida de un parásito protozoario, involucrada en la reproducción sexual. Los gametocitos dan lugar por división a los gametos, proceso que recibe el nombre de gametogonia. Es característica de muchos apicomplejos.

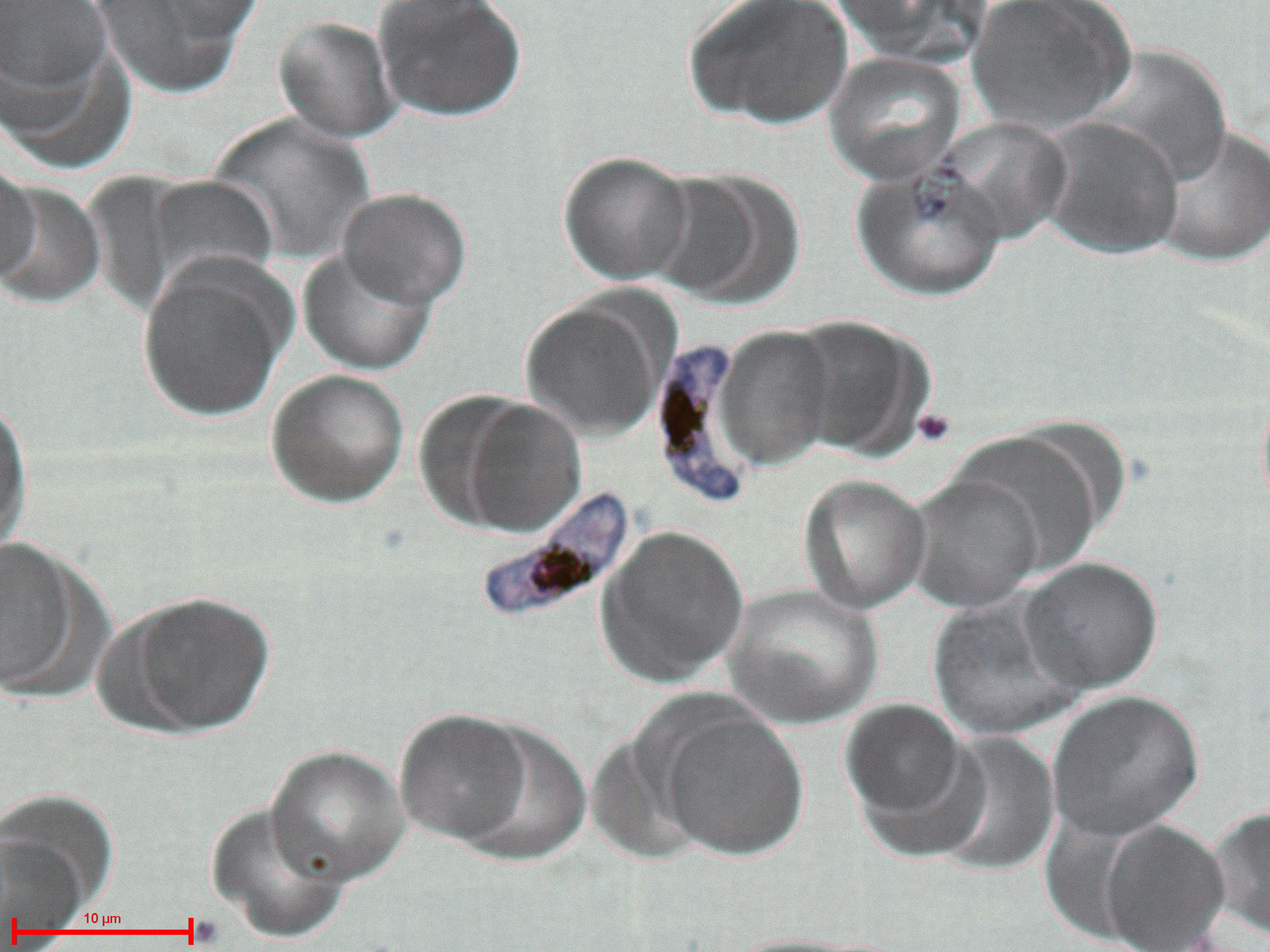
Plasmodium falciparum gametocitos

 En la malaria (Plasmodium), los merozoitos pueden reinfectar a los glóbulos rojos (la mayoría) o convertirse en gametocitos masculinos y femeninos (algunos). Si el huésped es picado por un mosquito, los gametocitos pasan a este, en donde darán lugar a 4-8 microgametos por gametocito masculino y un macrogameto por gametocito femenino. Al fusionarse ambos gametos, darán lugar a un cigoto. 
En la coccidiosis (Cryptosporidium, Isospora, Cyclospora), después de que se produzca la fecundación por la fusión del microgameto masculino con el macrogameto femenino, el cigoto madura en un ooquiste que es liberado al medio ambiente a través de las heces.